# The Prince and Me
The Prince and Me er en film fra 2004, instrueret af Martha Coolidge, hvor medvirkende er Julia Stiles, Luke Mably og Ben Miller sammen med Miranda Richardson, James Fox og Alberta Watson.
Filmen handler om en kvindelig studerende fra Wisconsin i USA, der møder den danske kronprins, som bliver nødt til at overtale sin royale familie til at acceptere sin kommende brud. 

## Medvirkende
- Julia Stiles som Paige Morgan
- Luke Mably som Edvard, Kronprins af Danmark/Edvard III, konge af Danmark ("Eddie Williams")
- Ben Miller som Søren
- Miranda Richardson som Rosalind, dronning af Danmark
- James Fox som Haraald, Konge af Danmark
- Alberta Watson som Amy Morgan
- John Bourgeois som Ben Morgan
- Zachary Knighton som John Morgan
- Stephen O'Reilly som Mike Morgan
- Elisabeth Waterston som Beth Curtis
- Eliza Bennett som Prinsesse Arabella
- Devin Ratray som Scotty
- Clare Preuss som Stacey
- Yaani King som Amanda
- Eddie Irvine som sig selv
- Angelo Tsarouchas som Stu
- Jacques Tourangeau som Professor Amiel
- Joanne Baron som Margueritte - kongelig designer
- Stephen Singer som Professor Begler
- Sarah Manninen som Krista
- Tony Munch som Keith Kopetsky
- John Nelles som Race Announcer
- Claus Bue som ærkebiskop
- Jesper Asholt som Taxachauffør
- Niels Anders Thorn som Thomas Anderson
- Henrik Jandorf som premierminister

## Eksterne links
- The Prince and Me på Internet Movie Database (engelsk)
- The Prince and Me på Filmdatabasen
- The Prince and Me på Scope
- The Prince and Me i Svensk Filmdatabas (svensk)
- The Prince and Me på AlloCiné (fransk)
- The Prince and Me på MovieMeter (nederlandsk)
- The Prince and Me på AllMovie (engelsk)
- The Prince and Me på Turner Classic Movies (engelsk)
- The Prince and Me på The Movie Database (engelsk)
- The Prince and Me på Rotten Tomatoes (engelsk)
- The Prince and Me Arkiveret 24. oktober 2004 hos  Wayback Machine – officielle website
- Officielle side til den danske kronprins Arkiveret 30. januar 2009 hos  Wayback Machine

1. ↑  Navnet er anført på engelsk og stammer fra Wikidata hvor navnet endnu ikke findes på dansk.
2. ↑  Navnet er anført på engelsk og stammer fra Wikidata hvor navnet endnu ikke findes på dansk.